# Biblioteca de Nankín

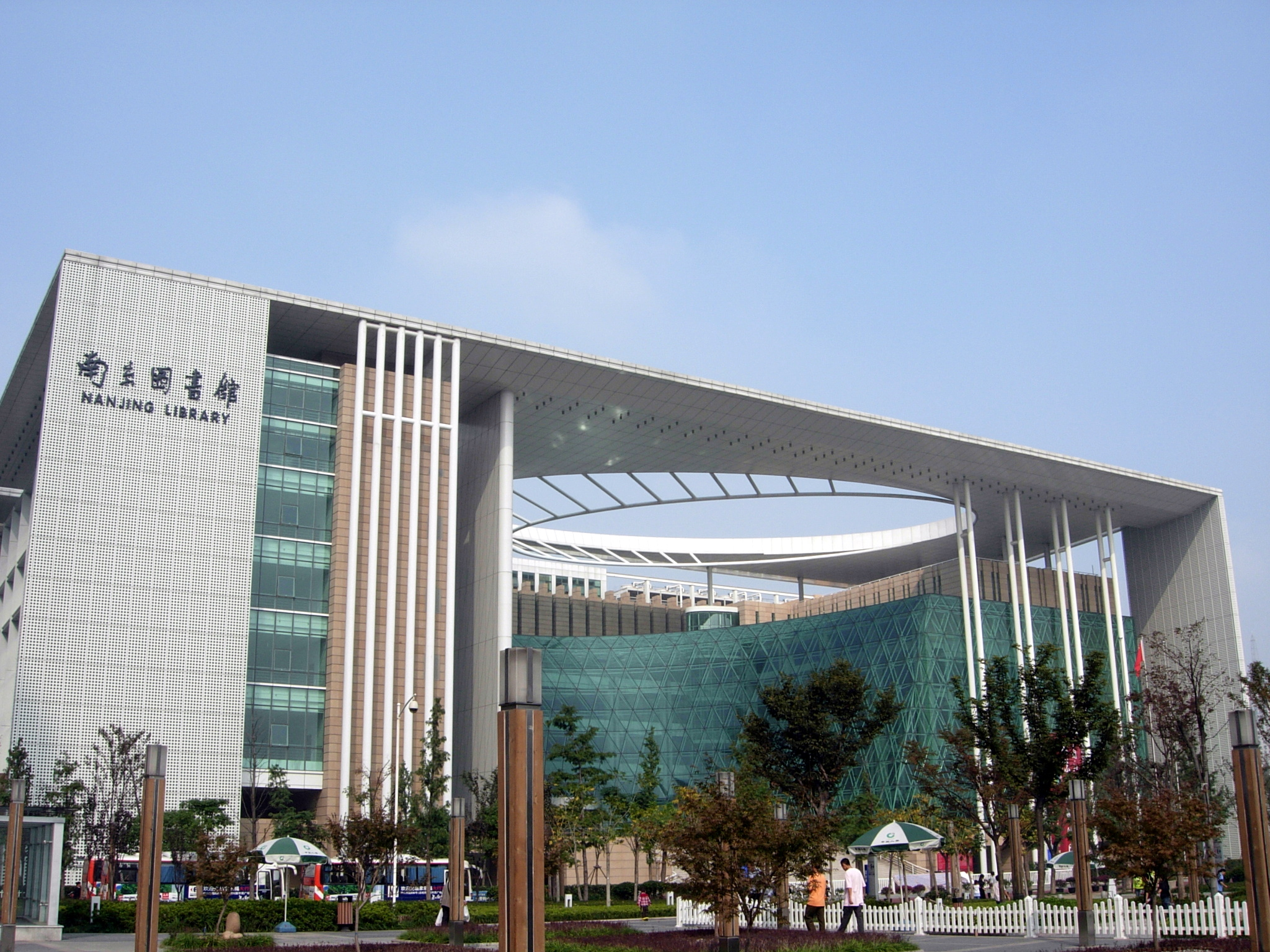
Vista exterior de la Biblioteca de Nankín

La Biblioteca de Nankín (en chino simplificado, 南京图书馆; pinyin, Nánjīng Túshūguǎn) es la tercera biblioteca más grande de China con más de 7 millones de artículos. Contiene importantes obras científicas, culturales y artísticas relacionadas con la provincia de Jiangsu y otros registros históricos nacionales, como escritos antiguos chinos y publicaciones extranjeras. La biblioteca contiene 1,6 millones de libros antiguos y 100 000 volúmenes de libros, documentos y manuscritos (incluidos textos budistas) que datan desde la Dinastía Tang hasta la Dinastía Ming.
Está situada en el 66 de Chengxian Road, Nankín, Jiangsu, 210018 China.

## Historia

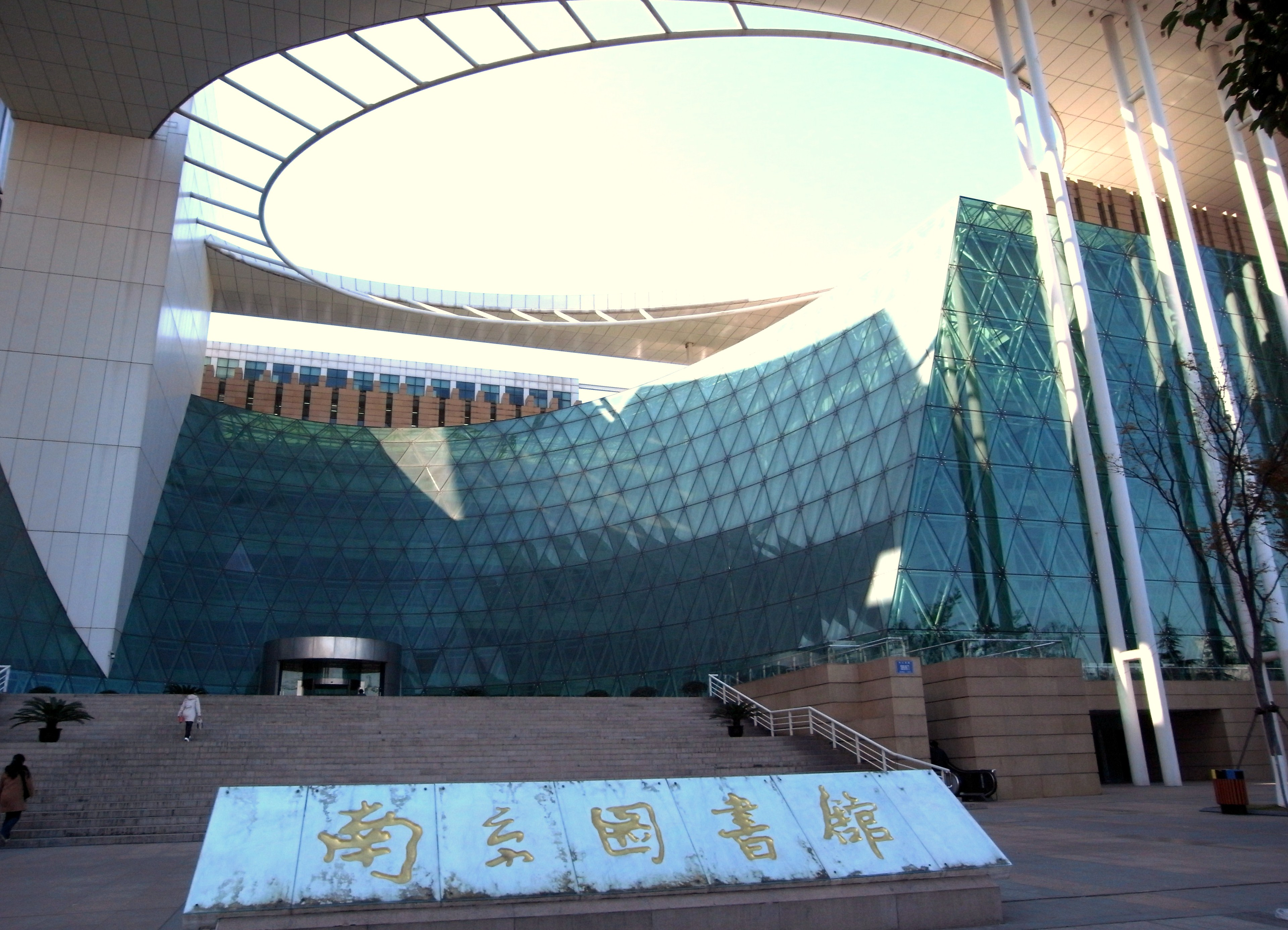

La Biblioteca de Nankín se estableció en 1907 como la Biblioteca de Jiangnan. Con el tiempo, la biblioteca ha sufrido varios cambios de organización. Perduró a lo largo de las dinastías feudales chinas, la revolución democrática, y la fundación de la nueva China. Fue testigo de los grandes cambios que tuvieron lugar en la China moderna y ofrece un registro claro del siglo de historia de la China moderna.

### Biblioteca de Jiangnan
En 1907 Duan Fang (gobernador general de Liangjiang) estableció la Biblioteca de Jiangnan en el emplazamiento de la Academia Xiyin, en Nankín, para preservar antiguos libros y pergaminos de las Dinastías Song, Yuan, Ming, y Qing. Miao Quansun fue nombrado bibliotecario.  la Biblioteca de Jiangnan resultó ser la primera biblioteca de China.

### Biblioteca de Estudios Chinos (Universidad Central Nacional)
En 1927, las provincias de Zhejiang y Jiangsu adoptaron el sistema de distritos para las universidades. Según este sistema, la Biblioteca de Jiangnan iba a ser administrada por la Universidad Zhongshan y llamada Biblioteca de Estudios Chinos (Universidad de Zhongshan). En mayo de 1928, se renombró Biblioteca de Estudios Chinos (Universidad Central Nacional). Liu Yizheng fue nombrado bibliotecario jefe.

### Biblioteca Provincial de Jiangsu de Estudios Chinos
En octubre de 1929 se abolió el sistema de distritos para las universidades. La biblioteca pasó a la administración del Departamento de Educación de Jiangsu y renombrada Biblioteca Provincial de Jiangsu de Estudios Chinos.

### Biblioteca Central Nacional
En 1933, el Ministerio de Educación de China construyó la Biblioteca Central Nacional (中央图书馆) en la Chengxian Street de Nankín. La Biblioteca fue trasladada varias veces debido a la segunda guerra sino-japonesa y la guerra civil china. Jiang Fucong (蔣復璁) era el bibliotecario jefe. Hacia finales de 1948, Jiang Fucong llevó unos 130 000 volúmenes raros a Taiwán, siguiendo instrucciones de la República de China. La mayor parte de esta colección fue aportada por la "Sociedad de Preservación de Libros Raros" (文献保存同志会) en 1940-41. En mayo de 1949, la biblioteca fue entregada a la Comisión de Control Militar de Nankín.

### Biblioteca Nacional de Nankín
El 19 de marzo de 1950 el Ministerio de Cultura renombró la Biblioteca Central Nacional como la Biblioteca Nacional de Nankín, y la puso bajo la administración conjunta de la Oficina de Reliquias Culturales y el Ministerio de Cultura. He Changqun fue nombrado bibliotecario jefe. En octubre de 1952, la Biblioteca Nacional de Nankín se fusionó con la Biblioteca Provincial de Jiangsu de Estudios Chinos.

### Biblioteca de Nankín
En julio de 1954, el Ministerio de Cultura renombró la Biblioteca Nacional de Nankín como Biblioteca de Nankín, supervisada por el Departamento de Cultura de Jiangsu. Wang Changbing fue nombrado bibliotecario jefe.

## Estructura
La Biblioteca de Nankín está organizada con la siguiente estructura:
- Oficina del Comité de Bibliotecas Nacionales del Partido Comunista Chino
- Oficina del Bibliotecario Jefe
- Departamento de Recursos de Hu
- Sindicato de Trabajadores
- Oficina de Asuntos Generales
- Oficina de Seguridad
- Departamento de Adquisición y Catalogación
- Servicio de Atención al Lector
- Departamento de Desarrollo de Recursos de Información
- Departamento de Aplicación de las Tecnologías de la Información
- Departamento de Archivos Históricos
- Departamento de Inversión y Formación
- Editorial 21st Century Library

## Programas de intercambio recíproco de la biblioteca
La Biblioteca de Nankín está asociada con la Biblioteca del Estado de Victoria (Australia) para el intercambio recíproco desde 1985. Esto incluye visitas del personal e intercambio de publicaciones entre las dos bibliotecas.